# Елеонора Мария фон Анхалт-Бернбург
Елеонора Мария фон Анхалт-Бернбург (на немски: Eleonore Marie von Anhalt-Bernburg, „Die Beständige“; * 7 август 1600, Амберг; † 17 юли 1657, Щрелиц) от династията Аскани, е принцеса от Анхалт-Бернбург и чрез женитба херцогиня на Мекленбург в Гюстров.

## Живот
Дъщеря е на княз Кристиан I фон Анхалт-Бернбург (1568 – 1630) и графиня Анна фон Бентхайм-Текленбург (1579 – 1624), дъщеря на граф Арнолд II фон Бентхайм-Текленбург. Сестра е на Кристиан II фон Анхалт-Бернбург (1599 – 1656).
Елеонора Мария е съоснователка и вторият шеф на „Académie des Loyales“, женската форма на литературното общество „Fruchtbringenden Gesellschaft“.
Елеонора Мария се омъжва на 7 май 1626 г. в Гюстров за херцог Йохан Албрехт II фон Мекленбург (1590 – 1636), брат на Адолф Фридрих I (1588 – 1658). Тя е третата му съпруга.
След смъртта на нейния съпруг калвинистката Елеонора Мария, както херцогът е определил в завещанието си, поема регентството за малолетния ѝ син Густав Адолф. След три дена обаче нейният зет Адолф Фридрих I поема регентството за Густав Адолф. През 1637 г. я разделят насила от сина ѝ. Херцогската вдовица е изпратена в нейната вдовишка резиденция в Щрелиц. Император Фердинанд III нарежда в полза на Елеонора Мария, но Адолф Фридрих продължава с процеса, взема помощ и от чуждестранни сили. Елеонора Мария се отказва накрая през 1645 г. от нейните права и умира след дванадесет години в Щерлиц на 17 юли 1657 г. на 56 години. Тя е погребана в катедралата на Гюстров.

## Деца
Елеонора Мария и херцог Йохан Албрехт II фон Мекленбург имат децата:
- Анна София (1628 – 1666)

∞ 1649 херцог Лудвиг IV фон Лигнитц (1616 – 1663) от Силезийските Пясти, син на херцог Йохан Христиан и Доротея Сибила фон Бранденбург
- Йохан Христиан (1629 – 1631)
- Елеонора (1630 – 1631)
- Густав Адолф (1633 – 1695)

∞ 1654 принцеса Магдалена Сибила (1631 – 1719), дъщеря на херцог Фридрих III фон Шлезвиг-Холщайн-Готорп и Мария Елизабет Саксонска
- Луиза (1635 – 1648)